# Edward Ellis (acteur)
Pour les articles homonymes, voir Edward Ellis.
Edward Ellis est un acteur américain né le 12 novembre 1870 à Coldwater (Michigan) et mort d'une crise cardiaque le 26 juillet 1952 à Beverly Hills (Californie).
Il fut très actif à Broadway entre 1905 et 1932.
Il avait épousé l'actrice Josephine Stevens en 1917, dont il divorça plus tard.
Il était le frère de la scénariste Edith Ellis.

## Filmographie partielle
- 1919 : Le Phare dans la tempête (Out Yonder) de Ralph Ince
- 1932 : Je suis un évadé (I Am a Fugitive from a Chain Gang) de Mervyn LeRoy
- 1933 : Les Sacrifiés (After Tonight) de George Archainbaud
- 1934 : L'Introuvable (The Thin Man), de W. S. Van Dyke
- 1934 : The Ninth Guest de Roy William Neill
- 1934 : The President Vanishes de William A. Wellman
- 1935 : Le Retour de Peter Grimm (The Return of Peter Grimm) de George Nichols Jr. et Victor Schertzinger
- 1935 : Village Tale, de John Cromwell
- 1936 : La Légion des damnés (The Texas Rangers) de King Vidor
- 1936 : Sous les ponts de New York (Winterset) d'Alfred Santell
- 1936 : Chatterbox de George Nichols Jr.
- 1936 : Furie (Fury) de Fritz Lang
- 1936 : Madame consent (The Lady Consents) de Stephen Roberts
- 1937 : Le Démon sur la ville (Maid of Salem) de Frank Lloyd
- 1938 : Hôtel à vendre (Little Miss Broadway) d'Irving Cummings
- 1939 : Career de Leigh Jason
- 1939 : Man of Conquest de George Nichols Jr.
- 1941 : Suicide ou Crime (Citadel of Crime) de John H. Auer